# Jake Scott (giocatore di football americano)
Jacob E. Scott III (Greenwood, 20 luglio 1945 – Atlanta, 19 novembre 2020) è stato un giocatore di football americano statunitense che ha giocato nel ruolo di safety nella National Football League (NFL) e nella Canadian Football League (CFL). Fu scelto nel corso del settimo giro (159º assoluto) del Draft NFL 1970 dai Miami Dolphins con cui vinse due Super Bowl, venendo nominato MVP del Super Bowl VII. Al college giocò a football all'Università della Georgia.

## Carriera professionistica
Scott iniziò la sua carriera professionistica nel 1969 nella Canadian Football League come defensive back e kick returner dei BC Lions. Fu scelto dai Miami Dolphins nel corso del settimo giro del Draft 1970 e nella sua stagione da rookie fece registrare 5 intercetti e ritornò un punt in touchdown. L'anno successivo mise a segno 7 intercetti e ritornò 318 yard dai punt, aiutando la sua squadra a raggiungere il Super Bowl VI, perso 24-3 contro i Dallas Cowboys. Scott ritornò un punt per 21 yard in quella gara.
Scott fu un membro chiave della stagione perfetta dei Miami Dolphins del 1972, venendo nominato miglior giocatore del Super Bowl VII, in cui fece registrare due intercetti nella vittoria dei Dolphins 14-7 sui Washington Redskins, incluso uno nel quarto periodo. Coi Dolphins trionfò anche nell'anno successivo per 24-7 nel Super Bowl VIII, recuperando 2 fumble, ritornando un punt per 20 yard e un kickoff per 47 yard. Stabilì anche due record del Super Bowl: fu il primo giocatore a recuperare due fumble nella stessa edizione dell'evento e tuttora quello è il massimo in carriera per qualsiasi giocatore, un primato condiviso con altri 12. Scott è ancora l'unico giocatore ad aver recuperato un fumble della sua squadra e uno degli avversari.
In totale, Scott terminò le sue nove stagioni con 49 intercetti, 35 dei quali coi Dolphins, un record di franchigia. Inoltre recuperò 13 fumble complessivi.

## Palmarès

### Franchigia
- Super Bowl : 2

Miami Dolphins: VII, VIII
- American Football Conference Championship: 3

Miami Dolphins: 1971, 1972, 1973

### Individuale
- MVP del Super Bowl: 1

1972
- Convocazioni al Pro Bowl: 5

1971, 1972, 1973, 1974, 1975
- First-team All-Pro: 2

1973, 1974
- Second-team All-Pro: 3

1971, 1972, 1975
- Miami Dolphins Honor Roll
- College Football Hall of Fame (classe del 2011)

## Statistiche
| Partite totali      | 126 |
| Partite da titolare | 123 |
| Intercetti          | 49  |
| Fumble recuperati   | 13  |